# Стеліос Пісіс
Стеліос Пісіс (грец. Στέλιος Πισής; 1976, Лімасол, Кіпр — 18 жовтня 2024, Лімасол, Кіпр) — кіпріотський співак і композитор, який активно займається благодійною діяльністю.

## Біографія
Стеліос Пісіс народився в Лімасолі в 1976 році. У п'ять років проявився його музичний талант. В цей же час лікарі йому поставили діагноз — м'язова дистрофія Дюшена, яка вражає м'язи пацієнта в результаті прогресивного паралічу м'язів. З 1990 року він почав писати музику і пісні. У 1994 році він посів перше місце в конкурсі пісень на Кіпрі з піснею «Це дорогоцінний камінь з неба», яку він виконував сам.
Через рік отримав премію ЮНЕСКО в рамках програми «Художники без кордонів» за пісню «Мозаїка», яка присвячена мозаїці церкви Панагія Канакарія на Кіпрі, що знаходиться на території, яка окупована Туреччиною. У 1996 році починає працювати з сучасними музичними технологіями, починаючи з використання комп'ютерів і синтезаторів. Він написав ряд пісень, присвячених проблемам Кіпра, які він інтерпретував і випустив на CD на Кіпрі в 1997 році під назвою «Мозаїка». Всі кошти, виручені від продажу диска були спрямовані на благодійність. Це був перший сольний альбом Стеліоса.
У 1999 році співпрацює з Президентським оркестром Російської Федерації під керівництвом диригента Павла Овсянникова. У 1999 році було випущено другий сольний альбом, під назвою «Надлишок» («Υπέρβαση»), який містить оркестрову музику. У березні 2000 року Стеліос передає кошти від продажу двох дисків з нагоди «Телемарафону» на Кіпрі для потреб пацієнтів з м'язовою дистрофією. В останні роки стан його здоров'я поступово погіршувався, хвороба тримає його постійно в ліжку з респіратором, працює тільки один палець на руці, але він продовжує створювати музику.
У 2005 році виходить новий диск. Пісні, які увійшли до диску, виконують знамениті грецькі співаки, співаки Кіпру і сам композитор. В альбом увійшли дванадцять пісень, які були написані між 1999–2005 роками. Передмову до третього альбому написав Йоргос Даларас. Кошти від продажу альбому були призначені для надання допомоги жертвам цунамі, що обрушився на Південну Азію в 2005 році.
У 2007 році Стеліос написав пісню «Поговори зі мною» («Μίλα μου») для однойменного серіалу, прем'єра якого відбулася 15 жовтня 2007 року на телеканалі Sigma. Пісню виконує Антоніс Ремос.
У лютому 2007 року вийшов документальний фільм «Stelios», який був представлений на 4 фестивалі короткометражного документального кіно Кіпру. Фільм отримав першу премію за найкращу музику, яка була написана Пісісом. Фільм вийшов за межі Кіпру, він був представлений у Греції, Італії, Канаді та Індії.
26 січня 2009 року відбувся великий концерт на честь Стеліоса в Лімасолі під назвою «Світло у вікні».
У липні 2010 року вийшов новий CD-сингл Стеліоса, який включає гімн Асоціації батьків і друзів дітей з хворим серцем.
2 лютого 2011 відбувся концерт, присвячений 20-річної творчої діяльності Стеліоса. У концерті взяли участь Антоніс Ремос, Антоніс Вардіс, Коліс Теодору, Ставрос Костянтину та інші артисти. Концерт відбувся за підтримки Асоціації батьків і друзів дітей із захворюваннями серця під егідою міністра охорони здоров'я Крістоса Патсалідіса.

## Нагороди
- 27 червня 2005 року Стеліос нагороджений премією «Людина року Awards 2004 (Кіпр)».
- 9 травня 2006 року Стеліос отримав приз «сила волі і душі» в загальнонаціональному виданні премії «Людина року 2005 року (Греція)»
- У 2008 році він був удостоєний Державної премії «Персона року 2007».
- 5 лютого 2009 присуджена премія Міжнародної конвенції із захисту прав інтелектуальної власності.
- 20 червня 2009 Стеліос удостоєний премії в галузі культури 2009 року.

## Дискографія
- 1997 — «Ψηφίδες»
- 1999 — «Υπέρβαση»
- 2005 — Κασταλίας και Σειρήνων"
- 2008 — «Μίλα μου»